# Stenochlaena
Stenohlena (lat. Stenochlaena), rod vazdazelenih trajnica penjačica iz porodice Blechnaceae, rasprostranjen od Indije do zapadnog Pacifika i sjeveroistočne Australije. S. riauensis, sumatranski je endem.

## Vrste
1. Stenochlaena areolaris (Harr.) Copel.
2. Stenochlaena cumingii Holttum
3. Stenochlaena milnei Underw.
4. Stenochlaena palustris (Burm.fil.) Bedd.
5. Stenochlaena riauensis Sofiyanti, Iriani, Fitmawati & A.A.Roza

## Sinonimi
- Cafraria C.Presl
- Leptophyllum Blume
- Lomariobotrys Fée